# مستهدف حيوي
المستهدَف الحيوي (بالإنجليزية: Biological target)‏ هو بولمير حيوي، كالبروتين أو الحمض النووي، يمكن تغيير نشاطه بمحفزات خارجية. تعريفه يعتمد على السياق، فمن الممكن أن يشير إلى مركب عقار (بالإنجليزية: drug)‏ نشط حيوياً، وقد يدل على مستقبِل مستهدَف للهرمون (كالإنسولين). المستهدفات الحيوية غالباً ما تكون بروتينات مثل الإنزيمات، القنوات الأيونية والمستقبلات.

## مستهدفات الأدوية
المستهدف الحيوي هو مصطلح يستعمل كثيراً في البحث الصيدلي لوصف البروتين الأصلي في الجسد والذي يعدله الدواء فينتج عن ذلك التأثير العلاجي المرغوب فيه. في هذا السياق، عادةً ما يشار إلى المستهدَف الحيوي بالمستهدف العقاري.